# 2014年鐵路
此條目列出2014年發生有關鐵路運輸的事件。

## 事件

### 1月
- 1月9日：臺鐵深澳線恢復客運，開設海科館車站。
- 1月10日：臺鐵縱貫線南段加設仁德車站。

### 2月
- 2月2日：孟買單軌列車1號線（英语：Line 1 (Mumbai Monorail)）通車。
- 2月15日：北京地铁14号线七里庄站开通。

### 3月
- 3月1日：班加羅爾地鐵綠線（英语：Green Line (Namma Metro)）通車。
- 3月15日：北海道旅客鐵道海峽線〈津輕海峽線〉龍飛海底站、吉岡海底站、知內站同時廢站，為北海道新幹線通車預備[1][2][3][4]。東日本旅客鐵道仙山線西仙台高原樂園站（日语：西仙台ハイランド駅）、八森站（日语：八ツ森駅）停運[5]。西日本旅客鐵道高山本線婦中鵜坂站由臨時站升格為正式站[6]。青森鐵道青森鐵道線加設筒井站[7]
- 3月27日：悉尼內西輕鐵（英语：Inner West Light Rail）杜力奇山延線通車[8]。
- 3月28日：布達佩斯地鐵4號線通車，來往凱倫福德火車站（英语：Kelenföld vasútállomás (Budapest Metro)）至布達佩斯東站。

### 4月
- 4月1日：岩泉線廢線（路線自2010年7月31日起就因山泥傾瀉無法通行），
- 4月5日：巴拿馬城巴拿馬地鐵通車。
- 4月29日：長沙地鐵2號線通車[9]。

### 5月
- 5月1日：吉隆坡机场快铁延长至吉隆坡第二国际机场站的机场铁路通车[10]。
- 5月1日：大奧蘭多的太陽鐵路（英语：SunRail）通勤鐵路投入營運[11]。
- 5月10日：上海軌道交通12號線天潼路站至曲阜路站通車。
- 5月12日：北海道旅客鐵道江差線廢線[12]。
- 5月24日：首爾地鐵9號線加設麻谷渡口站（新傍花站至陽川鄉校站之間）。
- 5月28日：武漢地鐵1號線漢口北延長線開通[13]。
- 5月30日：寧波軌道交通1號線通車。
- 5月31日：愛丁堡電車通車。

### 6月
- 6月8日：孟買地鐵1號線通車[14]。
- 6月14日[15]：明尼阿波利斯輕軌綠線（英语：Green Line (Minnesota)）通車[16]。
- 6月16日：西安地鐵2號線會展中心站至韋曲南站通車。
- 6月21日：仁川國際機場鐵道加設青羅國際城站。
- 6月28日：臺鐵臺東線全線電氣化。
- 6月29日：榜鵝輕軌西環通車。
- 6月30日：KTX開始停靠仁川國際機場站。

### 7月
- 7月1日：大阪府都市開發改名泉北高速鐵道。
- 7月1日：無錫地鐵1號線通車。
- 7月20日：黃金海岸輕鐵通車。
- 7月25日：土耳其國家鐵路安卡拉－伊斯坦堡高速鐵路通車[17]。
- 7月25日：圖森輕軌（英语：Sun Link）通車。
- 7月26日：華盛頓地鐵銀線通車。
- 7月30日：馬拉加地鐵通車。

### 8月
- 8月1日：南京有軌電車河西電車、南京地鐵S8號線通車。
- 8月16日：西藏自治區拉日鐵路開通[18]。
- 8月27日：莫斯科地鐵塔甘卡－紅普列斯尼亞線加設斯巴達站[19]。

### 9月
- 9月16日：杭長客運專線長沙南站至南昌西站通車。
- 9月17日：武漢地鐵1號線竹葉海站啟用[20]。
- 9月23日：松濤園線通車。

### 10月
- 10月1日：土佐電氣鐵道、高知縣交通（日语：高知県交通）、土佐電夢幻服務（日语：土佐電ドリームサービス）統一為土佐電交通[21]，常陸那珂海濱鐵道湊線加設高田之鐵橋站（中根站至那珂湊站之間）[22][23]。
- 10月19日：東日本旅客鐵道信越本線脇野田站移動到現時位置，為北陸新幹線通車準備。
- 10月25日：京義線江梅站恢復使用。

### 11月
- 11月9日：東日本旅客鐵道飯山線飯山站移動到現時位置，為北陸新幹線通車準備。
- 11月9日：羅馬地鐵C線通車。
- 11月10日：紐約地鐵福爾頓轉運中心啟用。
- 11月11日：杜拜電車啟用[24]。
- 11月15日：台北捷運松山線通車，由西門站至松山站。
- 11月16日：蘭新鐵路第二雙線部分通車，來往烏魯木齊站至哈密站[25]。
- 11月22日：舊金山灣區捷運競技場-奧克蘭國際機場線通車。
- 11月23日：新加坡地鐵南北線濱海南碼頭站啟用[26][27]。
- 11月24日：杭州地鐵2號線通車。
- 11月29日：高雄捷運高雄車站上行改用永久軌。

### 12月
- 12月8日：莫斯科地鐵索科利尼基線由西南站延長至特羅帕廖沃站。
- 12月9日：國際貨物列車「義新歐鐵路」開通。（11月18日浙江省義烏市開出第一班貨物列車在21日到達西班牙馬德里）[28]
- 12月10日：杭長客運專線南昌西站至杭州東站通車，成綿樂客運專線綿陽站至樂山站通車。
- 12月13日：法蘭西島有軌電車6號線通車，3天後8號線通車。
- 12月13日：高雄捷運高雄車站下行改用永久軌。
- 12月14日：米蘭城鐵米蘭城鐵S7線（英语：Line S7 (Milan suburban railway service)）通車。
- 12月16日：長昆客運專線部分通車。
- 12月22日：上信電鐵上信線加設佐野之渡站（南高崎站至根小屋站之間）[29][30][31][32]。
- 12月26日：蘭新鐵路第二雙線全線通車[33]，貴廣鐵路、南廣鐵路通車。
- 12月27日：韓國鐵道公社龍山線孔德站至龍山站開始有首都圈電鐵京義·中央線列車停靠，一山線元興站啟用。
- 12月28日：西港島綫（港島綫西延）通車，由上環站延長至堅尼地城站。
- 12月28日：北京地鐵取消劃一收費2元制度[34]，6號線草房站至潞城站、7號線北京西站至焦化廠站、14號線金台路站至善各莊站、15號線望京西站至清華東站開通，鄭開城際鐵路[35]、青榮城際鐵路通車，上海軌道交通13號線金沙江路站至長壽路站、16號線羅山路站至龍陽路站通車，武漢地鐵4號線武昌火車站至黃金口站通車，無錫地鐵2號線梅園開原寺站至安鎮站通車。
- 12月30日：重慶軌道交通1號線大學城站至尖頂坡站、2號線新山村站至魚洞站、6號線五里店站至茶園站通車。瓦日鐵路通車。
- 12月30日：亞特蘭大有軌電車（英语：Atlanta Streetcar）通車。
- 12月31日：廣州市海珠環島新型有軌電車通車[36]。